# Geantâk
Geantâk este un preparat specific comunității turco-tătare din Dobrogea, pregătit în special în timpul lunii Ramadan, alături de baclava, plăcinta kobete, tulumba.